# Windsor Park
Windsor Park, tên đúng chính thức của sân hoặc đôi khi được gọi là Sân vận động bóng đá quốc gia Windsor Park (tiếng Anh: National Football Stadium at Windsor Park), là một sân vận động bóng đá ở Belfast, Bắc Ireland. Đây là sân nhà của Linfield F.C., đội sở hữu sân và được IFA thuê thay mặt cho đội tuyển bóng đá quốc gia Bắc Ireland, đồng thời cũng là nơi diễn ra trận chung kết Cúp bóng đá Bắc Ireland.

## Lịch sử
Được đặt tên theo quận ở phía nam Belfast mà sân tọa lạc, Windsor Park lần đầu tiên được mở cửa vào năm 1905, với trận đấu giữa Linfield và Glentoran. Sự phát triển lớn đầu tiên của sân vận động diễn ra vào những năm 1930, theo thiết kế của kiến trúc sư người Scotland Archibald Leitch. Sân có một khán đài chính có chỗ ngồi - Khán đài chính, sau này được gọi là Khán đài phía Nam - với bậc thang "dành riêng" ở phía trước, và một bậc thang rộng mở phía sau khung thành ở phía tây được gọi là Spion Kop. Ở phía bắc, có một bậc thang dài có mái che - bậc thang "không được bảo quản" - và phía sau khung thành phía đông ở Đường sắt End là một bậc thang có mái che khác. Sức chứa đỉnh cao của Windsor Park ở định dạng này là 60.000 người. Vào đầu những năm 1960, khán đài Đường sắt có chỗ ngồi được xây dựng ở đầu Đường sắt, và vào đầu những năm 1970, một câu lạc bộ xã hội và sảnh ngắm cảnh được xây dựng ở góc giữa khán đài Đường sắt và khán đài chính. Vào những năm 1980, 'sân thượng không được bảo tồn' đã bị phá bỏ và thay thế bằng một khán đài phía Bắc hai tầng có sức chứa 7.000 chỗ ngồi. Vào cuối những năm 1990, bậc thang Kop đã bị phá bỏ và thay thế bằng khán đài Kop có sức chứa 5.000 chỗ ngồi. Khán đài Kop được biết đến với cái tên khán đài Alex Russell từ năm 2004 đến năm 2008 để vinh danh cựu thủ môn và huấn luyện viên của Linfield và tuyển thủ Bắc Ireland một thời, nhưng sau đó được đổi tên thành 'Khán đài Kop'.
Trong mùa giải 2016-17, Linfield F.C. có số lượng khán giả trung bình trên sân nhà là 2.538 người, cao nhất trong giải đấu. Số lượng khán giả trên sân nhà cao nhất của họ là 7.504 người trong mùa giải đó.

## Tái phát triển

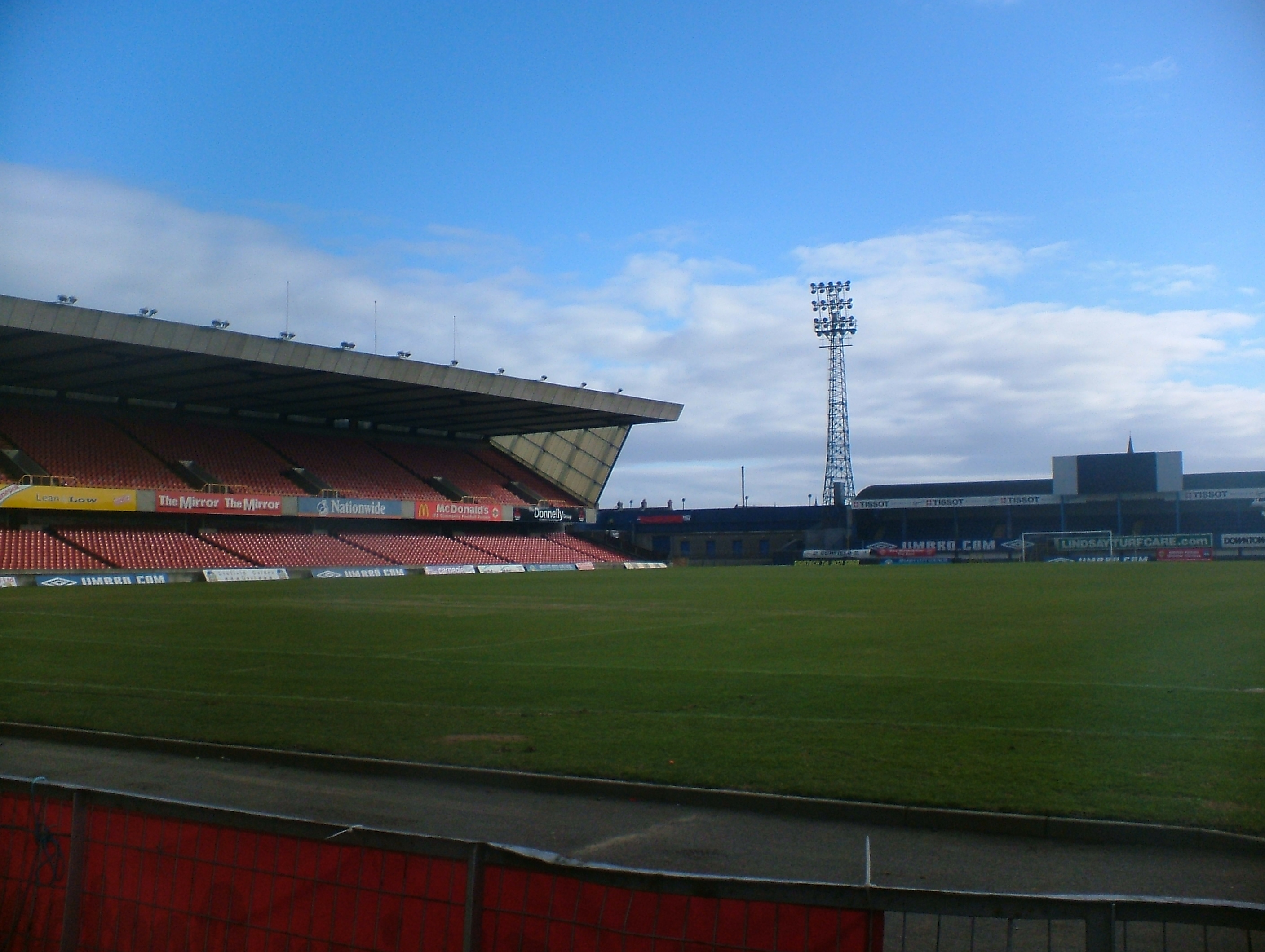
Windsor Park trước khi xây dựng lại

Do tình trạng ngày càng tồi tệ của Windsor Park, nhiều đề xuất thay thế sân đã được đưa ra tranh luận, bao gồm ý tưởng về một sân vận động đa năng tổ chức các môn bóng đá, rugby union và các môn thi đấu Gaelic trên địa điểm của nhà tù Maze trước đây, hoặc một sân vận động quốc gia được xây dựng như một phần của sự phát triển giải trí lớn tại Sydenham ở phía đông Belfast. Kế hoạch xây dựng sân vận động đa năng tại Maze đã bị phản đối mạnh mẽ bởi tất cả những cổ động viên tại trận đấu của Bắc Ireland. Các kiến nghị khác nhau phản đối đề xuất, cũng như các màn phản đối có tổ chức tại các trận đấu và các đề xuất phản đối thuyết trình, đã được các cổ động viên của các câu lạc bộ sắp xếp nhằm ngăn chặn bất kỳ hành động nào đến Maze.
Vào tháng 9 năm 2009, Hiệp hội bóng đá Bắc Ireland (IFA) thông báo rằng lựa chọn ưu tiên của họ là ở lại Windsor Park đã được xây dựng lại. Năm 2011, Cơ quan điều hành Bắc Ireland đã phân bổ 138 triệu bảng Anh cho một chương trình tái phát triển các sân vận động lớn trên khắp Bắc Ireland, với 28 triệu bảng được phân bổ cho việc tái phát triển Windsor Park thành một sân vận động có sức chứa 20.000 chỗ ngồi.
Vào năm 2012, chi tiết về công việc xây dựng lại sân vận động đã được công bố. Kế hoạch sẽ chứng kiến Windsor Park trở thành một sân vận động có sức chứa 18.000 chỗ ngồi với một loạt các công trình theo từng giai đoạn ban đầu dự định bắt đầu vào mùa hè năm 2013. Các kế hoạch bao gồm việc phá bỏ cả cấu trúc khán đài Đường sắt và khán đài phía Nam để thay thế bằng các khán đài mới sẽ một phần bao quanh sân vận động, cải tạo hoàn toàn các khán đài phía Bắc và phía Tây hiện có, đồng thời xây dựng cả cơ sở hội nghị mới và cơ sở trụ sở mới cho IFA.
Vào tháng 2 năm 2013, giấy phép lập kế hoạch cho việc tái phát triển đã được cấp, với chi phí ước tính của dự án khoảng 29,2 triệu bảng Anh, trong đó 25,2 triệu bảng Anh sẽ đến từ nguồn tài trợ của chính phủ. Nó đã được lên kế hoạch cho công việc bắt đầu vào tháng 9 năm 2013. Tuy nhiên, hai tháng sau, Crusaders đã đệ đơn xin nghỉ phép để xem xét lại tài trợ của chính phủ, người cho rằng việc này vi phạm luật cạnh tranh của Liên minh châu Âu và cũng là một hình thức viện trợ của nhà nước cho Linfield. Trong một phiên điều trần diễn ra vào ngày 22 tháng 5 năm 2013, yêu cầu của Crusaders đã được chấp thuận, sau khi thẩm phán ra phán quyết rằng họ đã trình bày một trường hợp đáng tranh luận rằng việc tái phát triển có thể được phân loại là viện trợ của nhà nước cho Linfield. Tuy nhiên, khía cạnh của thách thức liên quan đến luật cạnh tranh đã bị loại bỏ.
Vào tháng 7 năm 2013, Crusaders đã đồng ý với một giải pháp có thể được đưa ra bởi cuộc xem xét tư pháp. Chi tiết của thỏa thuận không được công bố, nhưng Crusaders nói rằng nó có "khả năng mang lại lợi ích cho toàn bộ gia đình bóng đá". Vào tháng 9 năm 2013, Bộ trưởng thể thao Carál Ní Chuilín nói rằng bà vẫn cam kết đảm bảo việc tái phát triển được tiến hành như dự kiến, sau khi tuyên bố trước đó rằng bà sẽ không ký tài trợ cho đến khi IFA giải quyết được "các vấn đề quản trị" xung quanh David Martin's trở lại vai trò phó chủ tịch. Vào tháng 12 năm 2013, ba tháng sau khi công việc dự kiến bắt đầu ban đầu, việc tái phát triển cuối cùng đã được bật đèn xanh, với việc bộ trưởng thể thao ký ban hành 31 triệu bảng Anh tài trợ để hoàn thành dự án. Vào tháng 5 năm 2014, công việc tái phát triển sân vận động cuối cùng đã được tiến hành.
Vào tháng 3 năm 2015, sau trận đấu vòng loại Euro 2016 với Phần Lan, người ta đã tìm thấy những vết nứt lớn ở khán đài phía Tây; phần này của sân vận động đã được lên kế hoạch để cải tạo thay vì thay thế như một phần của dự án tái phát triển. Hệ quả là khu vực xung quanh khán đài phải phong tỏa, và dẫn đến trận chung kết Cúp bóng đá Bắc Ireland 2015 được dời sang The Oval. Báo cáo cấu trúc sơ bộ được gửi cho IFA khuyến nghị rằng khán đài bị hư hỏng phải được phá dỡ. Sau khi chấp nhận báo cáo này, IFA xác nhận rằng khán đài phía Tây sẽ được phá dỡ kịp thời để đảm bảo an toàn cho sân vận động cho vòng loại của Bắc Ireland với România vào ngày 10 tháng 6, cũng như nói rằng công việc trong dự án tái phát triển sẽ được đẩy nhanh để sân vận động có thể đáp ứng sức chứa 10.000 chỗ ngồi dự kiến cho trận đấu. Các kế hoạch cho một khán đài phía Tây mới đã được phê duyệt vào tháng 11 năm 2015, được tài trợ bởi bảo hiểm trên cơ sở cũ. Cấu trúc mới được dự định sẽ sẵn sàng kịp thời cho Bắc Ireland ở vòng loại World Cup gặp San Marino vào tháng 10 năm 2016.

## Siêu cúp bóng đá châu Âu
Windsor Park đã được Ủy ban điều hành UEFA chọn làm chủ nhà của Siêu cúp châu Âu 2021 trong cuộc họp ở Ljubljana, Slovenia vào ngày 24 tháng 9 năm 2019. Trận đấu diễn ra vào ngày 11 tháng 8 năm 2021 giữa đội vô địch UEFA Champions League 2020-21 là Chelsea FC và đội vô địch UEFA Europa League 2020-21 là Villarreal CF. Chelsea đã giành chiến thắng sau loạt sút luân lưu.

## Rugby league
Windsor Park đã tổ chức một trận đấu vòng bảng của Giải vô địch rugby league thế giới 2000.
| Các trận đấu rugby league quốc tế | Các trận đấu rugby league quốc tế | Các trận đấu rugby league quốc tế | Các trận đấu rugby league quốc tế | Các trận đấu rugby league quốc tế       | Các trận đấu rugby league quốc tế |
| Ngày                              | Đội nhà                           | Kết quả                           | Đối thủ                           | Giải đấu                                | Khán giả                          |
| --------------------------------- | --------------------------------- | --------------------------------- | --------------------------------- | --------------------------------------- | --------------------------------- |
| 28 tháng 10 năm 2000              | Ireland                           | 30–16                             | Samoa                             | Giải vô địch rugby league thế giới 2000 | 3.207                             |